# Президентские выборы в Индии (2017)
Президентские выборы в Индии проходили 17 июля 2017 года, результаты были объявлены 20 июля. Президент Пранаб Кумар Мукерджи, срок полномочий которого закончился 24 июля 2017 года, не баллотировался на следующий срок по состоянию здоровья.
Губернатор штата Бихар Рам Натх Ковинд был выдвинут Бхаратия джаната парти и поддержан Национально-демократическим альянсом. Оппозиционный кандидат Мейра Кумар представляла Индийский национальный конгресс.
Выборы президента в Индии являются непрямыми. В них участвуют выборщики, в которые входят депутаты Парламента Индии (Раджья сабха и Лок сабха), Законодательных собраний штатов, Дели и Пондичерри. Количество и вес голосов рассчитывается на основе переписи населения 1971 года согласно 42-й поправке к Конституции.
Рам Натх Ковинд получил около 2/3 голосов выборщиков и был избран на 5-летний срок. 25 июля 2017 года он вступил в должность.